# Bryan Glacier (glaciär i Antarktis, lat -73,50, long -61,55)
Bryan Glacier är en glaciär i Antarktis. Den ligger i Västantarktis. Argentina, Chile och Storbritannien gör anspråk på området. Bryan Glacier ligger 92 meter över havet.
Terrängen runt Bryan Glacier är varierad. Trakten är obefolkad. Det finns inga samhällen i närheten.